# Nokia 6151
 Nokia 6151 – telefon komórkowy firmy Nokia. Obsługuje zasięgi 900/1800/1900, a także UMTS. Prócz SMS-ów, można wysyłać wiadomości MMS.

## Opcje
- odtwarzacza MP3 (również plików AAC, AAC+)
- radio stereo
- wbudowana pamięć 30,2 MB
- możliwość instalacji karty microSD, która może rozszerzyć pamięć do nawet 2 GB
- możliwość łączenia się z komputerem przez kabel USB
- możliwość łączenia się z urządzeniami poprzez porty Bluetooth (profil a2dp)  i IrDA

## Dane techniczne telefonu
- Wysokość: 108 mm
- Szerokość: 47 mm
- Grubość: 19 mm
- Masa: 98 g
- Akumulator: litowo-polimerowy (LiPoly), 1100 mAh
- Czas czuwania według producenta: 250 h
- Czas rozmów według producenta 270 min.
- Wyświetlacz: 128x160, 256 tys. kolorów
- Alarm wibracyjny
- Dostępna pamięć: 30 MB
- Złącze kart pamięci microSD
- Wymienne obudowy

### Dane
- IrDA: tak
- Bluetooth: tak
- CSD: tak
- HSCSD: nie
- GPRS Class 10
- EDGE Class 10
- WiFI: nie
- WAP 2.0
- i-mode: nie
- Aparat fotograficzny: 1.3 Mpix, zoom x4, wideo
- PDA: nie

### Wiadomości
- Słownik SMS T9
- Długie wiadomości: tak
- SmartMessaging: tak
- EMS: nie
- MMS: tak
- Klient e-mail: nie

### Oprogramowanie
- Java 2.0
- Kontakty w telefonie: 1000
- Profile
- Kalendarz
- Lista zadań
- Notatnik
- Zegarek
- Budzik
- Stoper
- Minutnik
- Polifonia

### Funkcje głosowe
- Wybieranie głosowe
- Dyktafon
- System głośnomówiący
- Radio
- Odtwarzacz mp3
- Wideokonferencja

### Dodatkowe informacje
- Push to talk
- FOTA (firmware update over the air) – zdalna aktualizacja oprogramowania
- USB
- syncML